# Valentýnská pomsta
Valentýnská pomsta (ang. titul: My Bloody Valentine), někdy také Krvavý svátek zamilovaných, je kanadský hororový film z roku 1981, který natočil George Mihalka.

## Děj
Město Valentines Bluff, na první pohled hezké místo, má krvavou historii. Před dvaceti lety došlo k závalu v dolech a zahynulo při tom několik horníků. Jeden z nich měl ale štěstí, přežil. Rok strávil v psychiatrické léčebně, a po roce brutálním způsobem zavraždil dva muže, kteří byli za nehodu zodpovědní. Při tom nechal také vzkaz, aby už na 14. února nikdy zdejší lidé nepořádali Valentýnský ples. Nyní, po dvaceti letech, je tohle pro novou mladou generaci pouhou báchorkou a přesto se rozhodnou Valentýnský ples pořádat, a to v dolech, kde k nehodě došlo a kde je Harry Warden, vraždící přeživší, připraven zasáhnout.